# British Aerospace Jetstream
De British Aerospace Jetstream is een klein twin-turboprop vliegtuig met een drukcabine.

## Ontwikkeling
Scottish Aviation had de productie van het originele Jetstream model overgenomen. British Aerospace besloot dat het design goed genoeg was voor verdere ontwikkeling en begon met het ontwikkelen van de "Mark 3" Jetstream. In het nieuwe model was de motor veranderd in een nieuwer model. Hierdoor kon het toestel 18 passagiers vervoeren (zes rijen, 2+1)
Het resultaat was de "Jetstream 31", die zijn eerste vlucht had op 28 maart 1980. Op 29 juni 1982 werd het toestel gecertificeerd. Het nieuwe model was zo populair als Handley Page wilde dat het eerste model was.  Er werden enkele honderden 31s gebouwd tijdens de jaren 80. In 1985 werd een nieuwe versie gepland met een nieuwe motor. Het nieuwe model, bekend als de "Jetstream 31 Super", maar ook bekend als de "Jetstream 32, had zijn eerste vlucht in 1988. De Jetstreams werden gebouwd tot 1993, waarin er 386 31/32s waren gebouwd. 
In 1993 besloot British Aerospace "Jetstream" als naam te gebruiken voor alle twin-engine vliegtuigen.
In december 2008 waren er nog 128 Bae Jetstream 31 en 32 in gebruik.

## Varianten
- Jetstream 31 Airliner : 18/19 passagiers vliegtuig
- Jetstream 31 Corporate : 12 passagiers VIP vliegtuig
- Jetstream 31EP : Betere prestatie
- Jetstream 31EZ : Marine patrouille
- Jetstream 31 Special : Hulpgoederen transport.
- Jetstream 32EP : Verbeterde versie, 19 passagiers
- Jetstream QC Snel ombouwbaar (Passagiers/vracht)

## Gebruikers

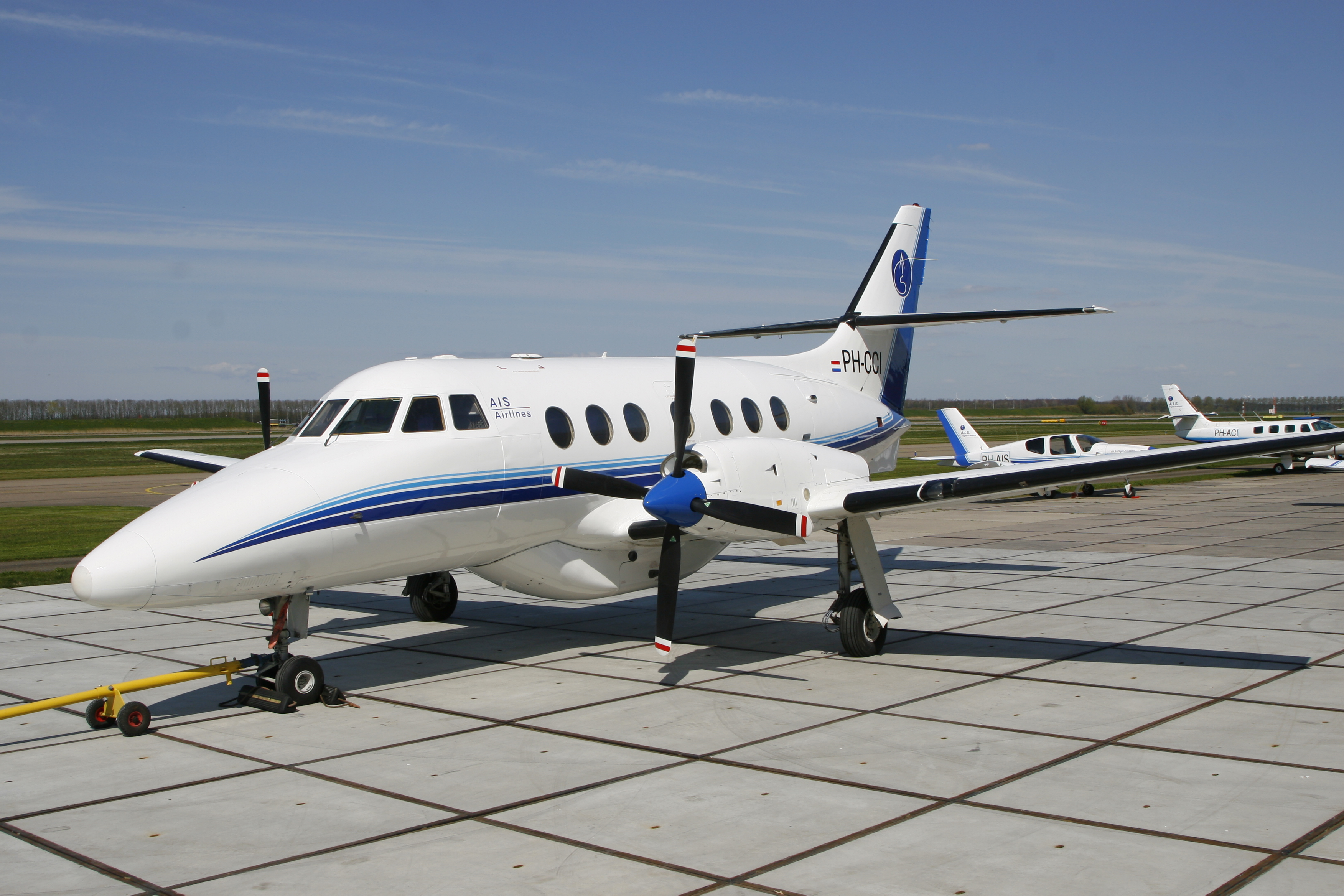
Een Jetstream 32 van AIS Airlines bij Lelystad Airport

- Aero Pacífico
- Aero VIP (Portugal)
- AeroAndinas
- Aerochaco
- Aerolínea de Antioquia
- Aerolíneas Mas
- Aerolineas Sosa
- AIS Airlines
- Amber Airways
- Avies
- Barents Airlink
- de Bruin Air
- Cranfield University
- Daya Aviation
- Direktflyg
- Eagle Air Iceland
- East Coast Airways
- Eastern Airways
- FlyPelican
- Helitrans
- Horizontal de aviación
- InfinitAir
- Inflite Charters Ltd
- Integra Air
- Lanhsa Airlines
- Links Air
- Mid-Sea Express
- Northwestern Air Lease
- Originair
- Pascan Aviation
- Proflight Commuter Service
- Redstar Aviation
- RyJet
- SARPA
- Servicios Aereos Profesionales
- Skylan Airways
- Starlink Aviation
- Sunrise Airways
- Tortug Air
- Vincent Aviation
- West Wind Aviation